# Tiro esportivo nos Jogos Pan-Americanos de 2011 - Carabina três posições 50 m feminino
A competição da carabina três posições 50 m feminino foi um dos eventos do tiro esportivo nos Jogos Pan-Americanos de 2011, em Guadalajara. Foi disputada no Club Cinegético Jalisciense no dia 22 de outubro.
As cubanas Dianelys Pérez e Eglys de la Cruz conquistaram as medalhas de ouro e prata, respectivamente. A medalha de bronze ficou com Sarah Beard dos Estados Unidos.

## Calendário
Horário local (UTC-6).
| Data          | Horário | Fase         |
| ------------- | ------- | ------------ |
| 22 de outubro | 9:00    | Qualificação |
| 22 de outubro | 13:00   | Final        |

## Medalhistas
| Ouro   | CUB Dianelys Pérez   |
| Prata  | CUB Eglys de la Cruz |
| Bronze | USA Sarah Beard      |

## Resultados

### Qualificação
| 1  | Dianelys Pérez     | CUB Cuba                 |           |    |     |     |     |   |
| 1  | Dianelys Pérez     | CUB Cuba                 | Deitado   | 98 | 97  | 195 | 576 | Q |
| 1  | Dianelys Pérez     | CUB Cuba                 | Em pé     | 96 | 95  | 191 | 576 | Q |
| 1  | Dianelys Pérez     | CUB Cuba                 | Ajoelhado | 94 | 96  | 190 | 576 | Q |
| 2  | Sarah Beard        | USA Estados Unidos       |           |    |     |     | 576 | Q |
| 2  | Sarah Beard        | USA Estados Unidos       | Deitado   | 98 | 97  | 195 | 571 | Q |
| 2  | Sarah Beard        | USA Estados Unidos       | Em pé     | 95 | 93  | 188 | 571 | Q |
| 2  | Sarah Beard        | USA Estados Unidos       | Ajoelhado | 95 | 93  | 188 | 571 | Q |
| 3  | Eglys de la Cruz   | CUB Cuba                 |           |    |     |     | 571 | Q |
| 3  | Eglys de la Cruz   | CUB Cuba                 | Deitado   | 98 | 99  | 197 | 571 | Q |
| 3  | Eglys de la Cruz   | CUB Cuba                 | Em pé     | 94 | 93  | 187 | 571 | Q |
| 3  | Eglys de la Cruz   | CUB Cuba                 | Ajoelhado | 94 | 93  | 187 | 571 | Q |
| 4  | Cecilia Zeid       | ARG Argentina            |           |    |     |     | 571 | Q |
| 4  | Cecilia Zeid       | ARG Argentina            | Deitado   | 99 | 100 | 199 | 569 | Q |
| 4  | Cecilia Zeid       | ARG Argentina            | Em pé     | 87 | 90  | 177 | 569 | Q |
| 4  | Cecilia Zeid       | ARG Argentina            | Ajoelhado | 97 | 96  | 193 | 569 | Q |
| 5  | Diliana Méndez     | VEN Venezuela            |           |    |     |     | 569 | Q |
| 5  | Diliana Méndez     | VEN Venezuela            | Deitado   | 98 | 98  | 196 | 568 | Q |
| 5  | Diliana Méndez     | VEN Venezuela            | Em pé     | 92 | 93  | 185 | 568 | Q |
| 5  | Diliana Méndez     | VEN Venezuela            | Ajoelhado | 94 | 93  | 187 | 568 | Q |
| 6  | Johana Pineda      | ESA El Salvador          |           |    |     |     | 568 | Q |
| 6  | Johana Pineda      | ESA El Salvador          | Deitado   | 99 | 100 | 199 | 569 | Q |
| 6  | Johana Pineda      | ESA El Salvador          | Em pé     | 98 | 97  | 195 | 569 | Q |
| 6  | Johana Pineda      | ESA El Salvador          | Ajoelhado | 91 | 93  | 184 | 569 | Q |
| 7  | Alexis Martínez    | MEX México               |           |    |     |     | 569 | Q |
| 7  | Alexis Martínez    | MEX México               | Deitado   | 96 | 97  | 193 | 567 | Q |
| 7  | Alexis Martínez    | MEX México               | Em pé     | 96 | 92  | 188 | 567 | Q |
| 7  | Alexis Martínez    | MEX México               | Ajoelhado | 94 | 92  | 186 | 567 | Q |
| 8  | Amy Bock           | PUR Porto Rico           |           |    |     |     | 567 | Q |
| 8  | Amy Bock           | PUR Porto Rico           | Deitado   | 98 | 98  | 196 | 566 | Q |
| 8  | Amy Bock           | PUR Porto Rico           | Em pé     | 93 | 91  | 184 | 566 | Q |
| 8  | Amy Bock           | PUR Porto Rico           | Ajoelhado | 92 | 94  | 186 | 566 | Q |
| 9  | Veronica Rivas     | ESA El Salvador          |           |    |     |     | 566 | Q |
| 9  | Veronica Rivas     | ESA El Salvador          | Deitado   | 97 | 98  | 195 | 565 |   |
| 9  | Veronica Rivas     | ESA El Salvador          | Em pé     | 92 | 92  | 184 | 565 |   |
| 9  | Veronica Rivas     | ESA El Salvador          | Ajoelhado | 89 | 97  | 186 | 565 |   |
| 10 | Amelia Fournel     | ARG Argentina            |           |    |     |     | 565 |   |
| 10 | Amelia Fournel     | ARG Argentina            | Deitado   | 98 | 94  | 192 | 565 |   |
| 10 | Amelia Fournel     | ARG Argentina            | Em pé     | 94 | 92  | 186 | 565 |   |
| 10 | Amelia Fournel     | ARG Argentina            | Ajoelhado | 93 | 94  | 187 | 565 |   |
| 11 | Gabriela Lobos     | CHI Chile                |           |    |     |     | 565 |   |
| 11 | Gabriela Lobos     | CHI Chile                | Deitado   | 98 | 94  | 192 | 565 |   |
| 11 | Gabriela Lobos     | CHI Chile                | Em pé     | 94 | 92  | 186 | 565 |   |
| 11 | Gabriela Lobos     | CHI Chile                | Ajoelhado | 93 | 94  | 187 | 565 |   |
| 12 | Lidnimar Rebolledo | VEN Venezuela            |           |    |     |     | 565 |   |
| 12 | Lidnimar Rebolledo | VEN Venezuela            | Deitado   | 98 | 94  | 192 | 565 |   |
| 12 | Lidnimar Rebolledo | VEN Venezuela            | Em pé     | 94 | 92  | 186 | 565 |   |
| 12 | Lidnimar Rebolledo | VEN Venezuela            | Ajoelhado | 93 | 94  | 187 | 565 |   |
| 13 | Sharon Bowes       | CAN Canadá               |           |    |     |     | 565 |   |
| 13 | Sharon Bowes       | CAN Canadá               | Deitado   | 98 | 94  | 192 | 565 |   |
| 13 | Sharon Bowes       | CAN Canadá               | Em pé     | 94 | 92  | 186 | 565 |   |
| 13 | Sharon Bowes       | CAN Canadá               | Ajoelhado | 93 | 94  | 187 | 565 |   |
| 14 | Edna Monzón        | GUA Guatemala            |           |    |     |     | 565 |   |
| 14 | Edna Monzón        | GUA Guatemala            | Deitado   | 98 | 94  | 192 | 565 |   |
| 14 | Edna Monzón        | GUA Guatemala            | Em pé     | 94 | 92  | 186 | 565 |   |
| 14 | Edna Monzón        | GUA Guatemala            | Ajoelhado | 93 | 94  | 187 | 565 |   |
| 15 | Diana Velasco      | GUA Guatemala            |           |    |     |     | 565 |   |
| 15 | Diana Velasco      | GUA Guatemala            | Deitado   | 98 | 94  | 192 | 565 |   |
| 15 | Diana Velasco      | GUA Guatemala            | Em pé     | 94 | 92  | 186 | 565 |   |
| 15 | Diana Velasco      | GUA Guatemala            | Ajoelhado | 93 | 94  | 187 | 565 |   |
| 16 | Karina Vera        | CHI Chile                |           |    |     |     | 565 |   |
| 16 | Karina Vera        | CHI Chile                | Deitado   | 98 | 94  | 192 | 565 |   |
| 16 | Karina Vera        | CHI Chile                | Em pé     | 94 | 92  | 186 | 565 |   |
| 16 | Karina Vera        | CHI Chile                | Ajoelhado | 93 | 94  | 187 | 565 |   |
| 17 | Monica Fyfe        | CAN Canadá               |           |    |     |     | 565 |   |
| 17 | Monica Fyfe        | CAN Canadá               | Deitado   | 98 | 94  | 192 | 565 |   |
| 17 | Monica Fyfe        | CAN Canadá               | Em pé     | 94 | 92  | 186 | 565 |   |
| 17 | Monica Fyfe        | CAN Canadá               | Ajoelhado | 93 | 94  | 187 | 565 |   |
| 18 | Karina Rodríguez   | PER Peru                 |           |    |     |     | 565 |   |
| 18 | Karina Rodríguez   | PER Peru                 | Deitado   | 98 | 94  | 192 | 565 |   |
| 18 | Karina Rodríguez   | PER Peru                 | Em pé     | 94 | 92  | 186 | 565 |   |
| 18 | Karina Rodríguez   | PER Peru                 | Ajoelhado | 93 | 94  | 187 | 565 |   |
| 19 | Roberta de Almeida | BRA Brasil               |           |    |     |     | 565 |   |
| 19 | Roberta de Almeida | BRA Brasil               | Deitado   | 98 | 94  | 192 | 565 |   |
| 19 | Roberta de Almeida | BRA Brasil               | Em pé     | 94 | 92  | 186 | 565 |   |
| 19 | Roberta de Almeida | BRA Brasil               | Ajoelhado | 93 | 94  | 187 | 565 |   |
| 20 | Sofía Corti        | MEX México               |           |    |     |     | 565 |   |
| 20 | Sofía Corti        | MEX México               | Deitado   | 98 | 94  | 192 | 565 |   |
| 20 | Sofía Corti        | MEX México               | Em pé     | 94 | 92  | 186 | 565 |   |
| 20 | Sofía Corti        | MEX México               | Ajoelhado | 93 | 94  | 187 | 565 |   |
| 21 | Rosane Ewald       | BRA Brasil               |           |    |     |     | 565 |   |
| 21 | Rosane Ewald       | BRA Brasil               | Deitado   | 98 | 94  | 192 | 565 |   |
| 21 | Rosane Ewald       | BRA Brasil               | Em pé     | 94 | 92  | 186 | 565 |   |
| 21 | Rosane Ewald       | BRA Brasil               | Ajoelhado | 93 | 94  | 187 | 565 |   |
| 22 | Maziel González    | DOM República Dominicana |           |    |     |     | 565 |   |
| 22 | Maziel González    | DOM República Dominicana | Deitado   | 98 | 94  | 192 | 565 |   |
| 22 | Maziel González    | DOM República Dominicana | Em pé     | 94 | 92  | 186 | 565 |   |
| 22 | Maziel González    | DOM República Dominicana | Ajoelhado | 93 | 94  | 187 | 565 |   |
| 23 | Sara Vizcarra      | PER Peru                 |           |    |     |     | 565 |   |
| 23 | Sara Vizcarra      | PER Peru                 | Deitado   | 98 | 94  | 192 | 565 |   |
| 23 | Sara Vizcarra      | PER Peru                 | Em pé     | 94 | 92  | 186 | 565 |   |
| 23 | Sara Vizcarra      | PER Peru                 | Ajoelhado | 93 | 94  | 187 | 565 |   |
| 24 | Wendy Palomeque    | BOL Bolívia              |           |    |     |     | 565 |   |
| 24 | Wendy Palomeque    | BOL Bolívia              | Deitado   | 98 | 94  | 192 | 565 |   |
| 24 | Wendy Palomeque    | BOL Bolívia              | Em pé     | 94 | 92  | 186 | 565 |   |
| 24 | Wendy Palomeque    | BOL Bolívia              | Ajoelhado | 93 | 94  | 187 | 565 |   |

### Final
| Pos.              | Atiradora        | País               | Pontuação                                     | Subtotal | Qualificação | Total |
| ----------------- | ---------------- | ------------------ | --------------------------------------------- | -------- | ------------ | ----- |
| Medalha de ouro   | Dianelys Pérez   | CUB Cuba           | 9.5 10.3 10.5 9.5 10.1 8.9 8.8 10.6 9.8 7.6   | 96.6     | 576          | 671.6 |
| Medalha de prata  | Eglys de la Cruz | CUB Cuba           | 10.3 9.3 8.7 10.1 10.5 10.3 10.2 10.3 9.7 9.9 | 99.3     | 571          | 670.3 |
| Medalha de bronze | Sarah Beard      | USA Estados Unidos | 8.9 10.3 9.2 9.4 10.4 10.2 9.3 9.5 10.2 9.0   | 96.4     | 571          | 667.4 |
| 4                 | Alexis Martínez  | MEX México         | 9.4 10.4 10.0 10.5 9.5 9.6 9.4 9.8 9.6 9.2    | 97.4     | 567          | 664.4 |
| 5                 | Johana Pineda    | ESA El Salvador    | 9.7 10.1 9.1 9.9 9.1 9.3 10.3 9.3 9.5 9.3     | 95.6     | 567          | 662.6 |
| 6                 | Amy Bock         | PUR Porto Rico     | 9.0 10.6 8.3 7.5 9.2 8.3 8.9 10.2 10.6 10.5   | 96.6     | 576          | 671.6 |
| 7                 | Diliana Méndez   | VEN Venezuela      | 8.3 8.3 8.8 10.2 8.0 9.3 10.4 8.8 10.2 8.8    | 91.1     | 568          | 659.1 |
| 8                 | Cecilia Zeid     | ARG Argentina      | 10.6 9.4 6.7 9.7 10.1 9.6 8.8 9.1 4.9 8.3     | 87.2     | 569          | 656.2 |